# Scabal
Scabal (по-русски произносится: Скаба’ль) — бельгийская компания по производству и дистрибуции тканей и готовых мужских костюмов и уникальных аксессуаров. Основана в 1938 году немецким предпринимателем Отто Герцем. Название Scabal образовано по первым буквам французского словосочетания: «Société Commerciale Anglo Belgo
Allemande Luxembourgeoise», что переводится как «Англо-бельгийско-немецко-люксембургское коммерческое общество».

## История
В самом начале на марку Scabal работало всего лишь пять человек. Эта небольшая компания начинала как местный поставщик тканей для производства мужской одежды.
К 1950 году компания Scabal стала одним из лидеров по поставкам тканей в ведущие ателье мира. В 1960-е годы Scabal открыла свой магазин на легендарной улице Сэвил-Роу в Лондоне.
К 1970 году на компанию Scabal уже работало несколько сотен человек по всей Европе. В это время директором был избран Дж.-Питер Тиссен, партнер Отто Хертца.
В 1973 году марка Scabal приобрела крупную фабрику по производству тканей в городе Хаддерсфилд, графстве Йоркшир, Англия. На протяжении нескольких десятилетий компания занималась разработкой и производством дорогих тканей.
В 1974 году бренд начал создавать и продавать свои собственные готовые мужские костюмы.
В 1989 году компания Scabal приобрела фабрику Tailor Hoff, что позволило ей расширить свои возможности по пошиву одежды на заказ.
В 2007 году компания Scabal начала издавать свой собственный журнал Bespoken.
В 2012 Scabal открывает новый флагманский магазин в Брюсселе (Бельгия).
В 2013 Scabal открывает первый магазин в Пекине (Китай).

## Руководство и расположение
С 2006 года исполнительным директором компании Scabal является Грегор Тиссен, сын Дж.-Питера Тиссена.
Изделия марки можно приобрести более чем в 65 странах. Четыре основные производственные и коммерческие площадки компании Scabal находятся в Западной Европе:
- Производство тканей — Хаддерсфилд, Англия
- Головной офис — Брюссель, Бельгия
- Производство одежды — Саарбрюккен, Германия
- Производство костюмов ручной работы (SCABAL №12) и аксессуаров — Италия

## Продукция
- Люксовые ткани: Sunrise, Summit, Diamond Chip, Treasure Box, Lapis Lazuli, Private Line, Pure Worsted Vicuña, Vicuña Jacketings и Expression;
- № 12: коллекция костюмов, шитых вручную на заказ, а также имеются линия готовых костюмов, рубашек и пальто SCABAL №12;
- Аксессуары: рубашки (готовые и на заказ), галстуки, перчатки, шарфы, трикотажные изделия, обувь и ремни.

## Сотрудничество
С тканями Scabal работают многие известные марки: Lanvin. Gucci, Tom Ford, Hermes, Smalto, Yves Saint Laurent, Ralph Lauren и др.
В отделке салона люкс-кара Aston Martin Rapide S использовалась ткань Scabal Treasure Box .
В костюмах от Scabal были замечены Джастин Тимберлейк, Дональд Трамп, Дэвид Бекхэм, Барак Обама, Роберт Дауни-мл., Том Круз, Леонардо Ди Каприо и др.